# Радванський цвинтар
Радванський цвинтар — міський некрополь Ужгорода.

## Розташування
Радванський цвинтар знаходиться у місцевості Радванка, за церквою Св. Іоанна Хрестителя на однойменній горі, вище радванського кар'єру. Ліворуч від цвинтаря знаходиться занедбане єврейське кладовище.

## Історія
У 1941 році до Ужгорода було приєднано село Радванка, на території якого знаходився цвинтар.

## Відомі особи, поховані на цвинтарі
- Фодор Степан Степанович — угорський та український ботанік, доктор біологічних наук, професор кафедри ботаніки Ужгородського університету.